# EMachines
eMachines je računalna tvrtka koja proizvodi osobna računala niskih cijena sa sjedištem u Irvineu, Kalifornija. eMachines zapošljava 135 ljudi, i prodavala je oko 1-2 milijuna proizvoda svake godine diljem svijeta dok nije otkupljena od Gateway Computersa, 30. siječnja 2004. U listopadu 2007., Acer je otkupio Gateway Computers, a s njim i eMachines.

## Vanjske poveznice
- Službena stranica